# Corrubedo

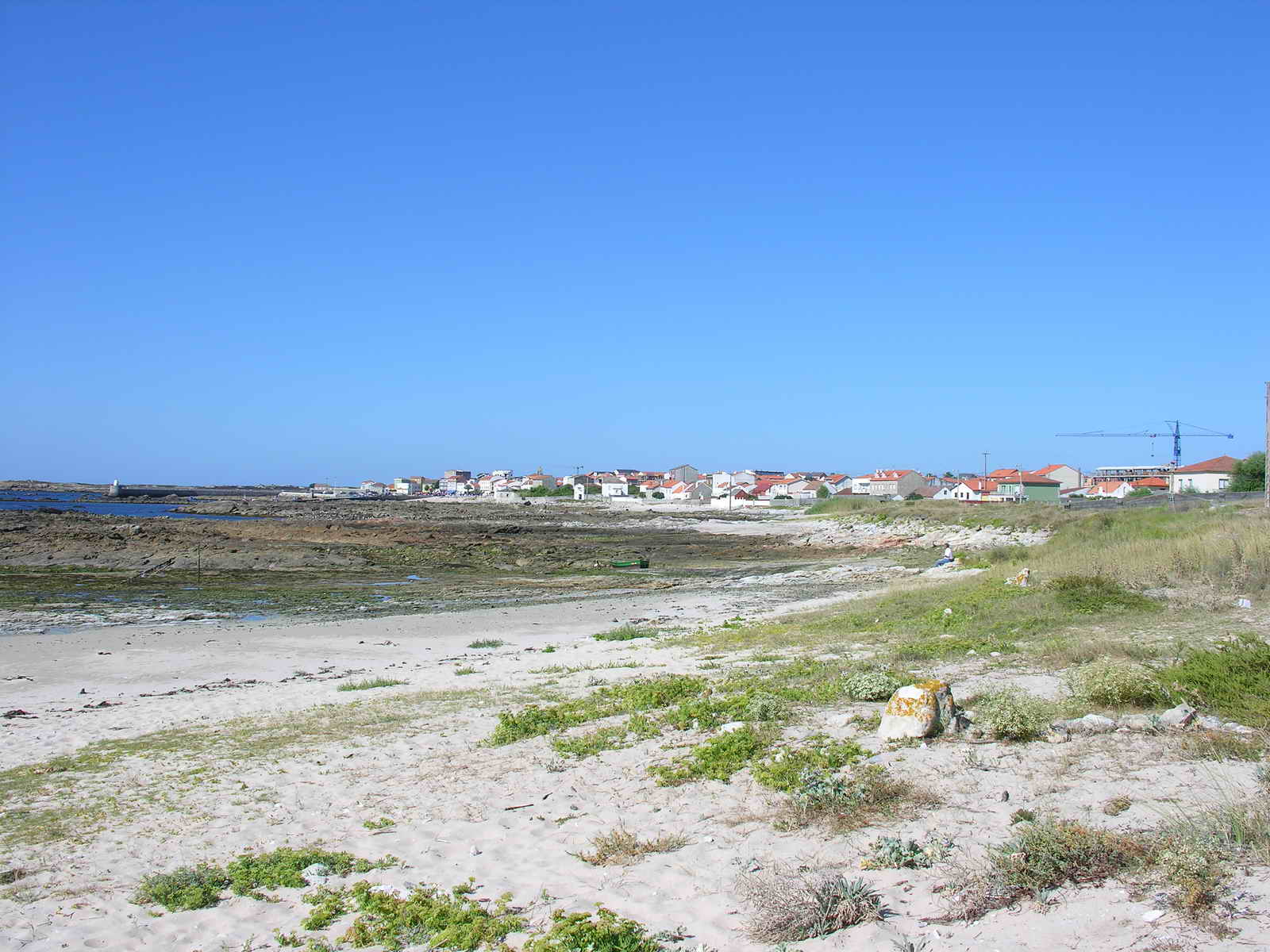
Vista de Corrubedo

Santa María de Corrubedo és una parròquia i localitat del municipi gallec de Ribeira, a la costa de la província de la Corunya. Fins al 1928 va pertànyer a la parròquia d'Olveira.
L'any 2011 tenia 755 habitants agrupats en 16 entitats de població: O Adro, A Atalaia, Campo da Agra, As Chiscas, Corrubedo, O Espiñeirido, O Faro, Fóra de Portas, Mexilloeiro, A Pedra do Pino, As Pitas, O Porto, O Prado, Rocapillón, Teira i Torreiro.
En ella hi ha el cap de Corrubedo i una petita part del Parc Natural de les Dunes de Corrubedo i les llacunes de Carregal i Vixán, que comparteix amb les parròquies limítrofs d'Artes, Carreira i Olveira.